# Islamische Glaskunst

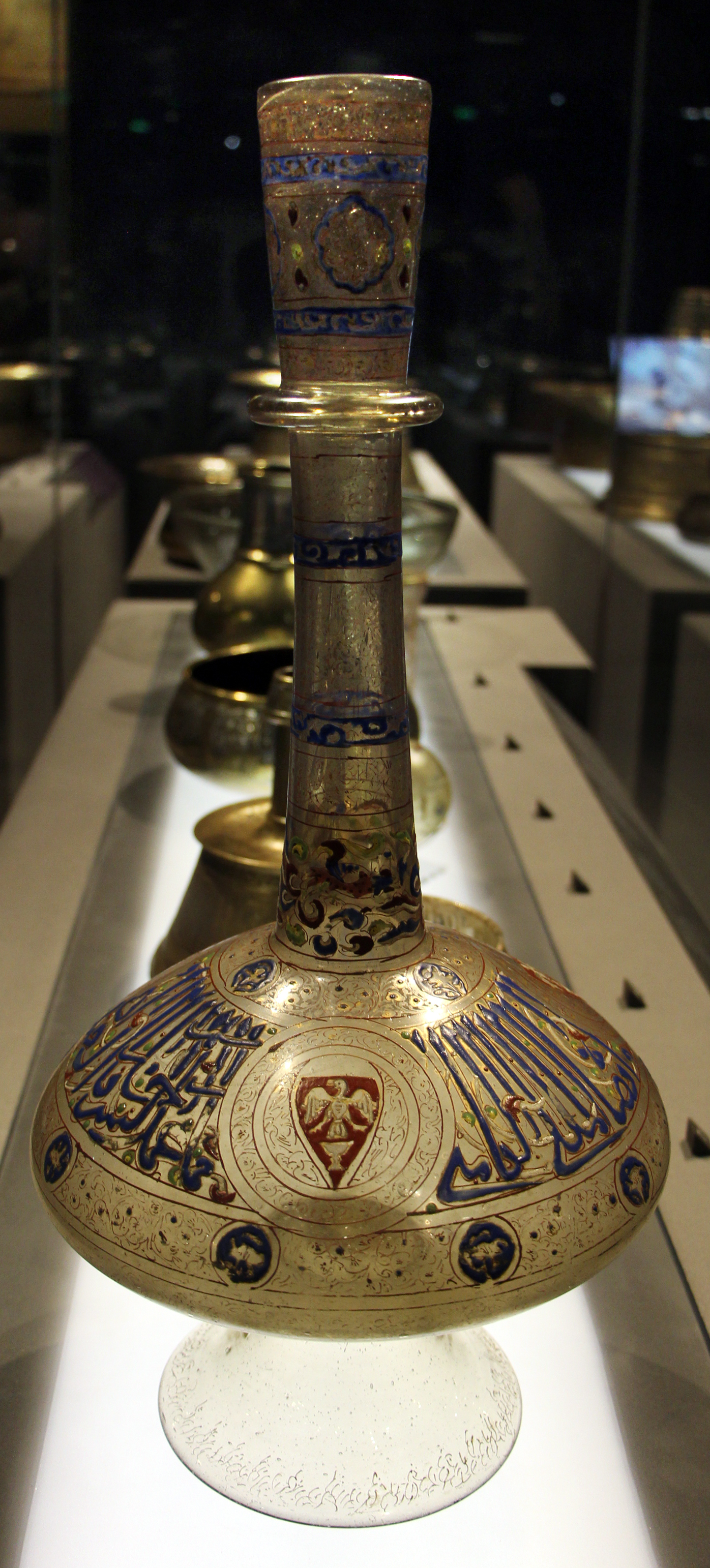
Flasche des Tuguz Timur, Syrien 1345–1346, braunes, vergoldetes und emailliertes Glas, Louvre

Glaswaren, von einfachen Gebrauchsgegenständen bis hin zu wertvollen Gefäßen, wurden in nahezu der gesamten islamischen Welt hergestellt. Unter dem Einfluss der islamischen Kunst entwickelte sich auch auf dem Gebiet der Glasherstellung eine eigene Formen- und Mustersprache.

## Ursprünge und Technik
Kennzeichnend für die islamische Kunst im Allgemeinen ist, dass sich die enormen religiösen und gesellschaftlich-politischen Veränderungen kaum auf die Kunst der Frühzeit (bis ins 9. Jahrhundert hinein) auswirkten. Kunsthandwerkliche Techniken und Gestaltungstraditionen der voraus gehenden Gesellschaften bestanden zunächst weiter. Kunst und Kunsthandwerk veränderten sich nicht abrupt, sondern entwickelten erst im Lauf der Zeit eine eigenständige, als „islamisch“ erkennbare Form und Gestalt.

### Glasherstellung
Die Levante, Ägypten, das sassanidische Großpersien und Mesopotamien besaßen eine Jahrhunderte alte Handwerkstradition der Glasherstellung. Rohglas wurde in Form von Glasbarren an der palästinischen Küste zwischen Akkon und Tyros, sowie in den ägyptischen Glashütten rund um das Wādi el-Natrūn bei Alexandria gewonnen und bis ins 10. oder 11. Jahrhundert zur Weiterverarbeitung exportiert. Die neue einheitliche Gesellschafts- und politische Ordnung ermöglichte einen intensiveren Austausch von Technologien und Gestaltungsideen, der letztlich zur Herausbildung einer „islamischen“ Glaskunst führte.
Während der ersten Jahrhunderte der islamischen Zeit verwendeten die Glashersteller im östlichen Mittelmeerraum weiterhin das römische Rezept, wie Plinius der Ältere es in der Naturalis historia korrekt beschreibt: Glas wurde mit Flusssand und Natron aus Ägypten geschmolzen. Das ägyptische Natron wurde am Wādi el-Natrūn, einem natürlichen Natronsee in Nord-Ägypten, abgebaut. Dieses war verhältnismäßig rein und enthielt mehr als 40 Prozent Natriumoxid und bis zu 4 Prozent Kalk. Glas auf Natronbasis kann in der Levante bis ins späte 9. Jahrhundert hinein nachgewiesen werden. Die in der Levante gebräuchlichen Wannenschmelzöfen, in denen Rohglasbarren für den Handel gewonnen wurden, blieben unter islamischer Herrschaft noch bis ins 10. oder 11. Jahrhundert in Betrieb.
Danach wurde Natron seltener verwendet; archäologische Funde weisen darauf hin, dass aus Pflanzenasche gewonnenes Natron das natürlich vorkommende Natron ersetzt hat, und während der gesamten späteren Zeit verwendet wurde. Die Gründe für diese technische Änderung sind unklar. Es wird vermutet, dass politische Unruhen in Ägypten während des 9. Jahrhunderts zu einem Versiegen des Natronexports geführt haben, so dass andere Natronquellen gefunden werden mussten. Hierfür sprechen archäologische Funde in Bet Sche’arim (im heutigen Israel), die darauf hindeuten, dass im frühen 9. Jahrhundert dort mit der Rezeptur des Rohglases experimentiert wurde. Ein Glasbarren aus einer Schmelzwanne aus dieser Zeit weist einen größeren Kalkanteil auf als bisher üblich und könnte aus einer Mischung aus Sand und Pflanzenasche erschmolzen worden sein. Obwohl die Zusammensetzung dieses Glases noch nicht für den Gebrauch tauglich gewesen wäre, deuten die Funde doch darauf hin, dass islamische Glasmacher zu dieser Zeit römische und mesopotamische oder sassanidische Herstellungstraditionen kombiniert haben, um den Mangel an mineralischem Natron auszugleichen. Der Gebrauch von Pflanzenasche, speziell aus Salzpflanzen gewonnen, die aufgrund der klimatischen Bedingungen im Mittleren Osten reichlich zur Verfügung standen, war in Persien und Mesopotamien gut bekannt. Ohne Zweifel haben die Glasmacher im Nahen Osten nicht lange gebraucht, bis sie gelernt hatten, Rezepte mit Pflanzenasche zu verwenden.

### Glasbearbeitung

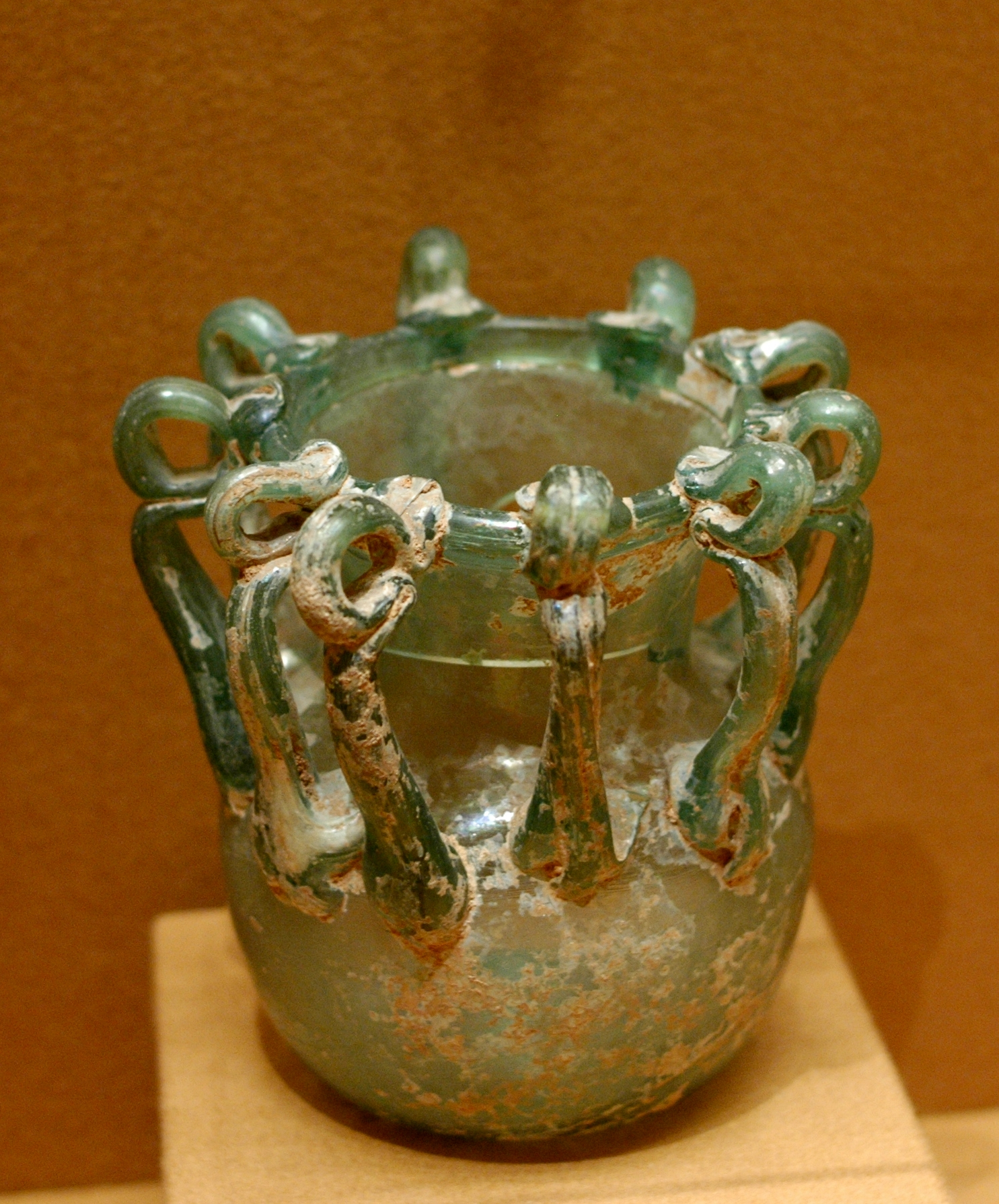
Vase mit Griffen aus gezogenem Glas, abbasidisch, 7.–11. Jh., Louvre AO2230

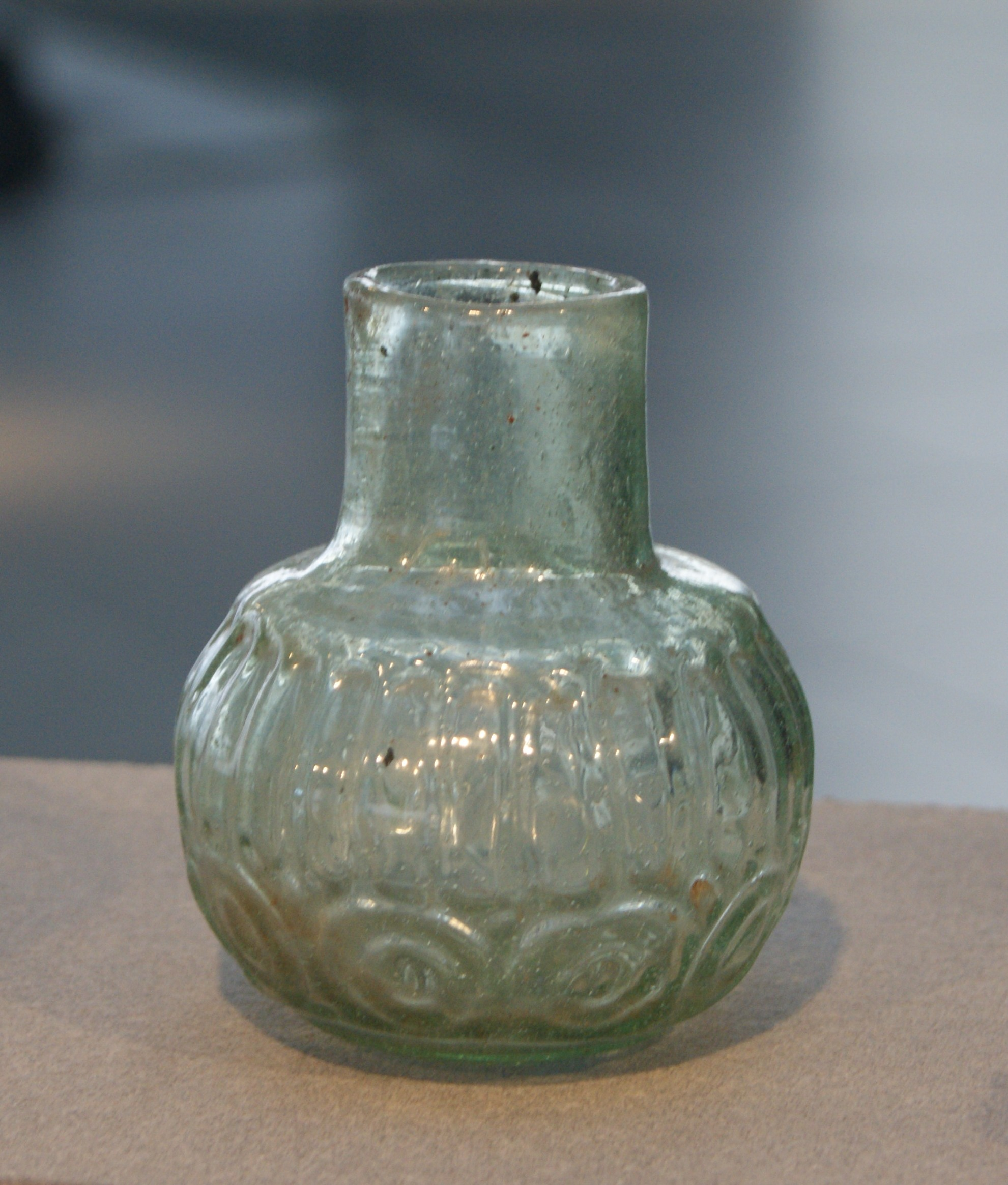
In einer Form geblasenes Glas, Ägypten, 7.–9. Jh. Louvre, L312

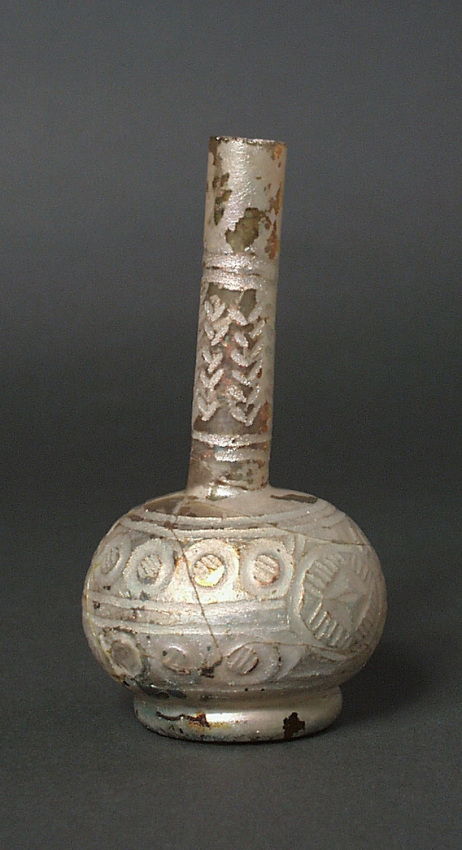
Flasche mit eingeschnittenem Dekor LACMA M.88.129.164

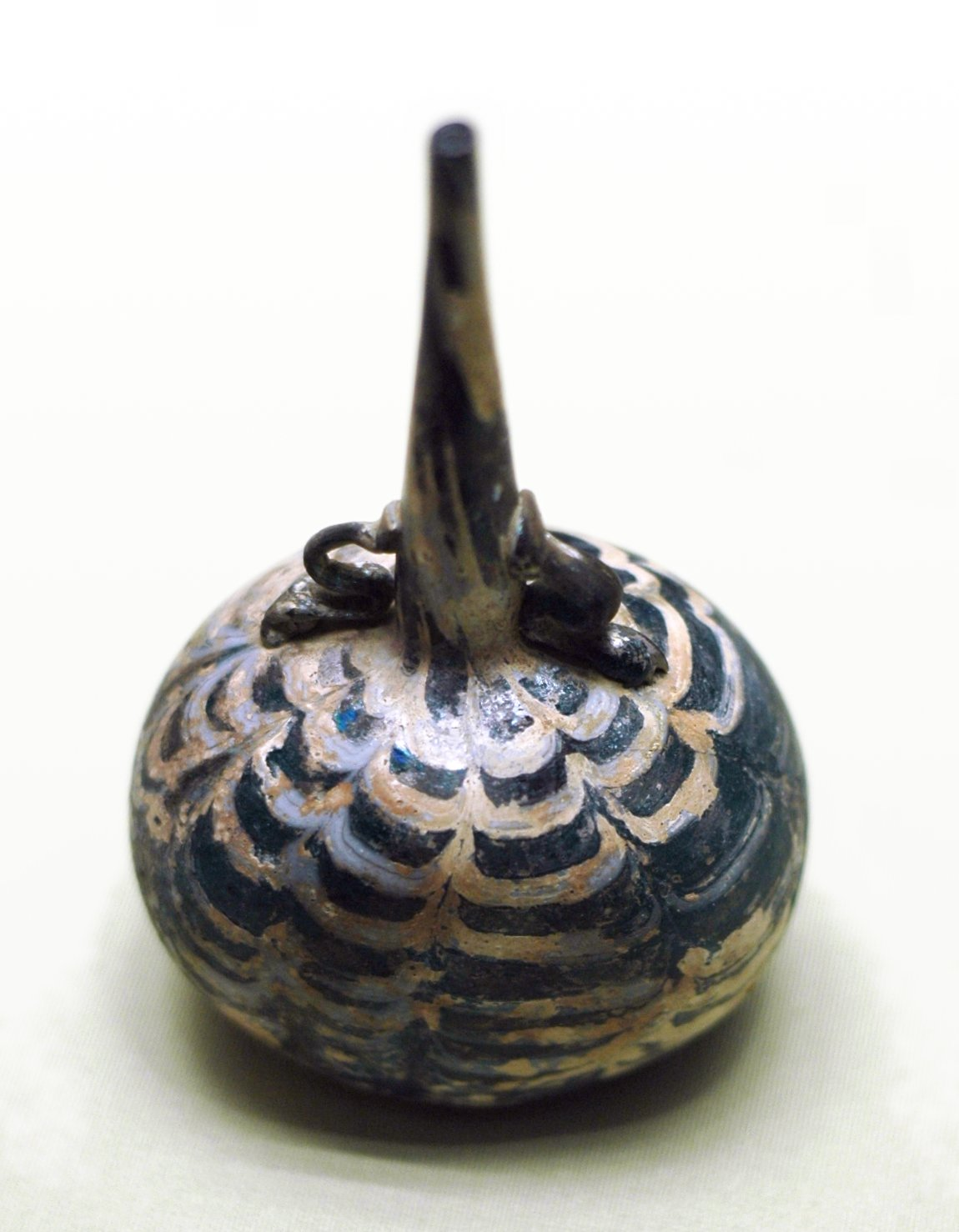
Parfümfläschchen aus marmoriertem Glas, ayyubidisch, 12.–13. Jh., Louvre OA6350

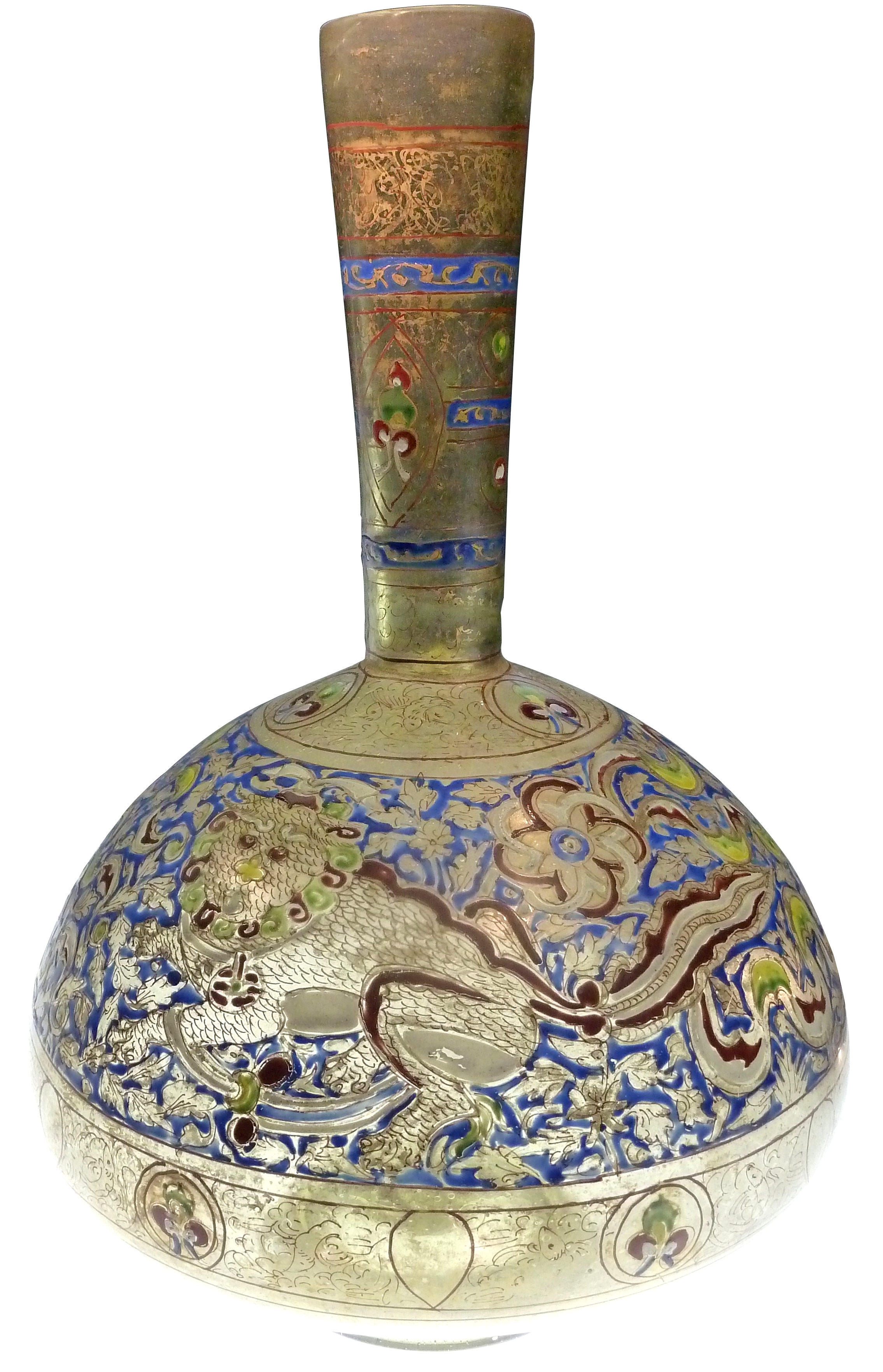
Mamlukische Flasche aus vergoldetem und emailliertem Glas, spätes 13. oder frühes 14. Jh., Museu Calouste Gulbenkian

#### Blasen
In der frühen islamischen Zeit wurde Glas mit den gleichen Techniken bearbeitet, die schon vorher bekannt waren. Glas wurde mit Hilfe einer Glasmacherpfeife geblasen, entweder frei oder in eine Form (Model) hinein, so dass sich das Innenmuster des Models außen auf dem Glas abzeichnet. Die Technik des „optischen Glasblasens“ kombiniert die beiden Techniken, indem dem Glaskörper erst mit Hilfe eines Models eine Form gegeben wurde, und das Glas anschließend weiter frei ausgeblasen wurde. Sowohl im Iran als auch in Ägypten waren wiederverwendbare, zweiteilige Klappmodeln bekannt, solcherart hergestelltes Glas weist Passnähte auf. Sehr typisch für die islamische Glaskunst ist auch das Zwicken der Passnähte mit einer Zange.

#### Applikationen und Glasschneiderei
Das Aufsetzen gezogener Glasbänder auf einen Gefäßkörper entstammt der römischen Tradition, während die Glasschneiderei aus der sassanidischen Kunst kommt. Die Glasschneiderei erreichte einen frühen Höhepunkt während des 9.–11. Jahrhunderts, während die Kunst gezogener Dekore aus geschmolzenem Glas ab dem 11. Jahrhundert, während der Seldschukenzeit, vervollkommnet wurde.
Die Kunst des Reliefschneidens ist wahrscheinlich aus der Steinschneidekunst der Antike entstanden. Kostbar geschnittene Edelsteine, Gemmen und Kameen, wurden von den alten Ägyptern, Persern, Assyrern und Griechen hergestellt. Kostbare Objekte aus Bergkristall wurden in der gleichen Technik vor allem im Auftrag der ägyptischen Fatimidenherrscher während des 9.–11. Jahrhunderts hergestellt. Während die Reliefschneiderei am erkalteten Glas ausgeführt wird, können mit der Technik der Glasapplikation erhitzte, biegsame Glasfäden auf einen Glaskörper aufgebracht, oder mit geschmolzenen Glasfäden Muster, Griffe, oder Borten angesetzt werden.

### Farben und Oberflächen
Völlig farbloses, transparentes Glas gibt es erst, seit Techniken zur Entfärbung zur Verfügung stehen. In früherer Zeit, so auch in der islamischen Glaskunst, war die verwendete Glasmasse nur annähernd farblos und wies meist einen Gelb-, Grün- oder Blaustich auf. Farbiges Glas in Manganrot, Grün oder Blau war beliebt und gebräuchlich. Die Oberfläche vieler erhaltener islamischer Gläser ist durch die lange Lagerung im Erdboden korrodiert und hat dadurch eine irisierende Oberfläche erhalten, die zwar nicht beabsichtigt war, in unseren Augen aber dennoch attraktiv erscheint. Nur in trockenem Klima, oder wenn die Gegenstände über die Zeit sorgfältig aufbewahrt wurden, sind die Glaswaren unverändert erhalten.

#### Lüsterfarben
Eine weitere Technik, die Verwendung von Lüsterfarben auf Glas, wird besonders mit der frühen islamischen Periode in Verbindung gebracht, und wurde wahrscheinlich in islamischer Zeit in Fustāt entwickelt, obwohl ihre Ursprünge vielleicht schon in der römischen oder vor-islamischen Kunst der ägyptischen Kopten zu suchen sind. Glasgefäße wurden schon während des 3. vorchristlichen Jahrhunderts mit Kupfer- und Silberpigmenten gefärbt, die echte Lüstertechnologie wurde aber erst irgendwann zwischen dem 4. und 8. Jahrhundert n. Chr. entwickelt. Hierfür werden Kupfer- und Silberpigmente auf das Glas aufgetragen. Mittels spezieller Brenntechniken gehen die metallischen Ionen Verbindungen mit den im Glas enthaltenen Elementen ein und erzeugen einen metallischen Glanz, der vollständig auf dem Gefäß gebunden ist. Die Lüsterfärbung stellt eine der Schlüsseltechnologien der Glasherstellung dar, die sich in der islamischen Zeit immer weiter entwickelte, und sich nicht nur im gesamten geografischen Raum ausbreitete, sondern auch auf anderen Materialien, wie beispielsweise keramischen Glasuren angewendet werden konnte.

#### Marmorierung
Das Marmorieren ist eine Technik des Fadenangusses, mit deren Hilfe ein Gegenstand mit Strängen undurchsichtigen Glases in verschiedensten Farben überzogen wird. Der Glasstrang wird in regelmäßigen Abständen verzogen, so dass er in charakteristischer Wellenform verläuft. Der Gegenstand wird anschließend so lange auf einer Platte aus Stein oder Eisen gewälzt, bis der farbige Glasstrang fest in den Glaskörper eingearbeitet und verbunden ist. Diese Technik, mit der eine Vielzahl unterschiedlicher Objekte von Schalen und Flaschen bis hin zu Schachfiguren hergestellt wurden, wurde um das 12. Jahrhundert herum eingeführt, ist aber tatsächlich eine Wiederaufnahme einer sehr viel älteren Technik der Glasbearbeitung, die bis in die späte Bronzezeit in Ägypten zurückreicht.

#### Emaillierung
Emaillierung, ebenfalls eine sehr alte Technik, wurde in der islamischen Welt erstmals im 12. Jahrhundert im syrischen Ar-Raqqa nachgewiesen und breitete sich während der Mamlukenherrschaft bis nach Kairo aus. Zwei unterschiedliche Techniken wurden dabei angewendet, was auf mindestens zwei verschiedene Produktionszentren hindeutet. Die Objekte bestehen aus einem fast farblosen, oft leicht honiggelbstichigen Glas, auf das gemahlenes, mit unterschiedlichen Farbpigmenten vermischtes Glas aufgetragen wird, das anschließend bei niedrigeren Temperaturen aufgeschmolzen wird. Emaillierte Glaswaren waren sehr begehrt, und wurden in die gesamte islamische Welt sowie nach Europa und bis nach China gehandelt. Die Invasionen der Mongolen seit dem 13. Jahrhundert brachten diese Tradition wahrscheinlich zum Erliegen.

#### Vergoldung
Vergoldungen wurden zu dieser Zeit ausgeführt, indem kleine Mengen Gold auf einen Glaskörper aufgetragen und bei niedriger Temperatur eingebrannt wurden. Die Technik kommt aus der byzantinischen Kunst. Vergoldung wurde oft mit einer Emaillierung verbunden. Nach dem Blasen (meist optisch) musste das Werkstück erst allmählich abkühlen, bevor ein Maler die mehrfarbige Emailmasse zusammen mit dem Gold auftrug. Durch kontrolliertes Erhitzen, ohne dass das Werkstück selbst wieder schmolz, wurde die Goldemailmasse mit dem Werkstück fest verbunden. Dieser komplizierte Herstellungsprozess erforderte hohe handwerkliche Fähigkeiten. Zentren der Goldemailherstellung waren bis zur Eroberung Syriens durch Timur Aleppo und Damaskus in Syrien.

## Entwicklung

### Frühe islamische Glaskunst: Mitte des 7. bis spätes 12. Jahrhundert
Die Glasindustrie der islamischen Frühzeit fällt zeitlich mit dem Aufstieg der Umayyaden, der ersten islamischen Herrscherdynastie, zusammen. Mit dem Aufstieg des Abbasiden-Kalifats wurde die Hauptstadt der islamischen Welt von Damaskus in der Levante nach Bagdad in Mesopotamien verlegt. In der Folgezeit erscheint eine stärker islamisch geprägten Ausdrucksweise und ersetzt die klassische Gestaltungstradition.
Die Glasproduktion dieser Zeit konzentriert sich auf drei Hauptregionen. Der östliche Mittelmeerraum behielt seine jahrhundertealte Rolle als Zentrum der Glasherstellung. Ausgrabungen in Qal’at Sem’an in Nordsyrien, Tyros im Libanon, Bet Sche’arim und Bet Eliezer in Israel, sowie in Fustāt, dem alten Kairo, haben überall Hinweise für Glasschmelzereien erbracht, wie Glasgefäße, Rohglasbarren, und Schmelzöfen. Robert Brill konnte durch Bleiisotopenanalysen der Glasfunde aus dem Schiffswrack von Serçe Liman erstmals Glas nachweisen, das in Anguran, nördlich von Teheran hergestellt wurde.
Große Mengen Glaswaren aus der frühislamischen Zeit wurden in den persischen Städten Nischapur, Siraf, und Susa gefunden. Zahlreiche Schmelzöfen beweisen, dass Nischapur und Siraf bedeutende Produktionszentren waren. Ausgrabungen im mesopotamischen Samarra, der kurzzeitigen und dann wieder aufgegebenen Hauptstadt der Abbasidenkalifen aus der Mitte des 9. Jahrhunderts brachten Glaswaren in großer Zahl ans Tageslicht, ebenso zeigten Forschungen in al-Madā’in (dem ehemaligen Seleukeia-Ktesiphon) und Ar-Raqqa (am Euphrat im heutigen Syrien), dass in diesen Regionen Glas hergestellt wurde. Wenn nicht auch Abfälle der Glasherstellung oder Öfen an einem Ort gefunden werden, ist der Nachweis schwierig zu führen, dass an einem bestimmten Ort nicht nur Glas verwendet, sondern auch hergestellt wurde. Darüber hinaus blieben die Glasmacher schon während der Abbasidenzeit nicht immer an einem Ort. Außerdem wurden Glaswaren in großem Umfang gehandelt, so dass Gläser unterschiedlicher Herkunft weit verbreitet gefunden werden. Auch vereinheitlichte sich ihre Gestaltung und näherte sich immer mehr dem entstehenden gemeinsamen „islamischen“ Stil an.
Mit dem Aufstieg der Seldschuken blieben Technologie, Stil, und Handel weitgehend unverändert. Die Fähigkeiten islamischer Glasmacher entwickelten sich während dieser Zeit immer weiter. Da aber nur wenige Glaswaren signiert oder datiert sind, ist es nur selten möglich, ein bestimmtes Stück direkt einem bestimmten Herstellungsort zuzuordnen. Dies geschieht meist, indem man ein Glasprodukt stilistisch mit anderen Stücken aus derselben Zeit vergleicht.

### Mittlere Periode: Spätes 12. bis spätes 14. Jahrhundert

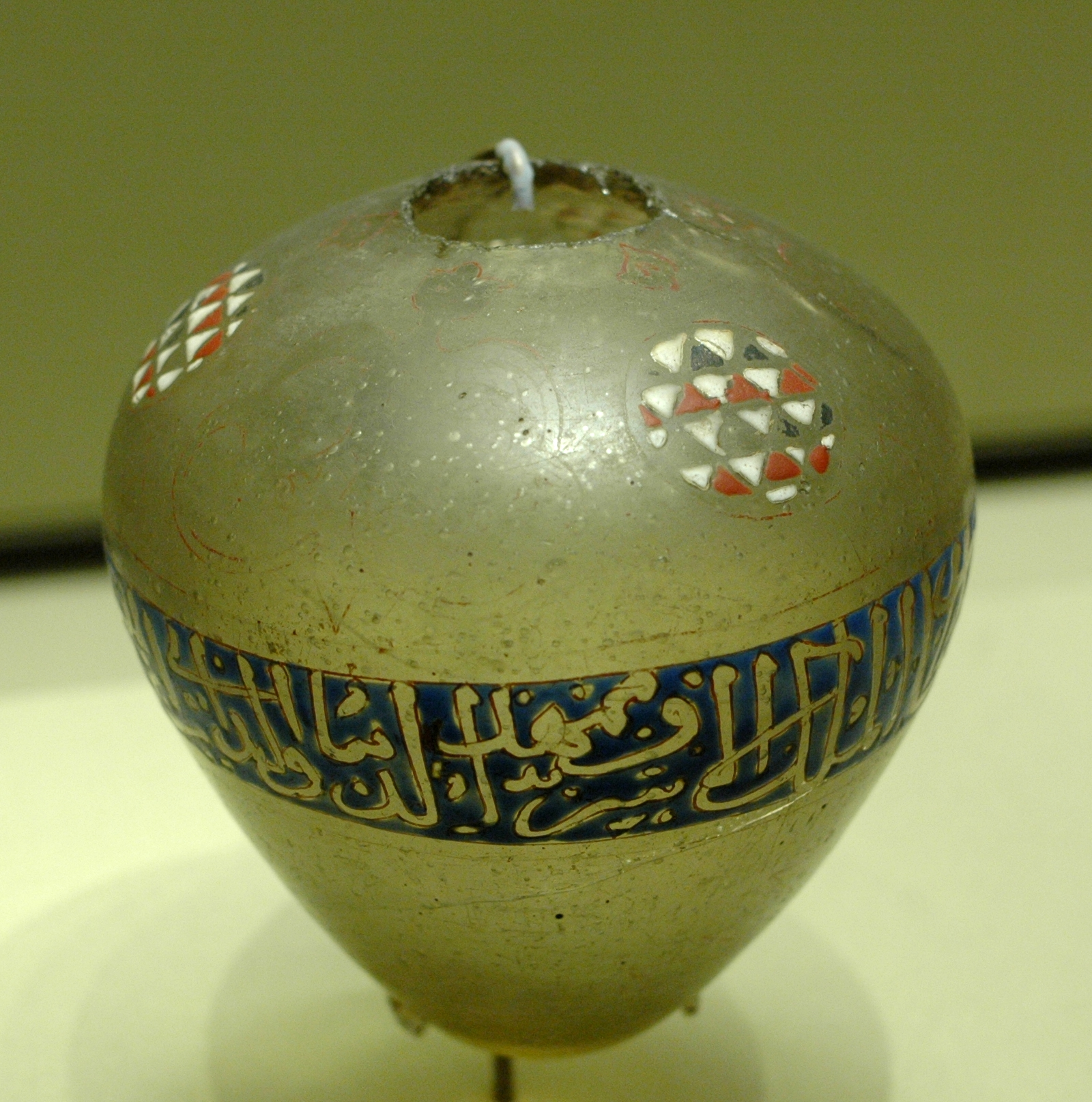
Krug mit der Namensinschrift Sultan Umars II. aus Jemen, wahrscheinlich Syrien oder Ägypten, ca. 1290

Diese Periode wird als das „Goldene Zeitalter“ der islamischen Glaskunst angesehen. Das Perserreich, zusammen mit Mesopotamien und zeitweise auch Teile Syriens gerieten unter die Kontrolle der Seldschuken und später der Mongolen, während im östlichen Mittelmeerraum die Ayyubiden- und Mamlukendynastien ihre Herrschaft behaupten konnten. Erstmals kam der mittlere Osten durch die Kreuzzüge in engeren Kontakt mit Europa. Aus unbekannten Gründen kam die Glasproduktion in Persien und Mesopotamien fast vollständig zum Erliegen. Im späten 12. Jahrhundert ist Glasmalerei noch in Zentralasien nachzuweisen, beispielsweise in Kuva im heutigen Usbekistan.
Die Glasherstellung in Syrien und Ägypten bestand jedoch weiter. Die Gegenstände, die an Orten wie Samsat im Süden Kleinasiens, Aleppo und Damaskus, Hebron in der Levante, und Kairo gefunden wurden, rechtfertigen die Bezeichnung als „Goldenes Zeitalter“. Techniken der mehrfarbigen Gestaltung wie das Marmorieren, die Emaillierung und das Vergolden erreichten einen Höhepunkt, während die Glasschneiderei und Lüsterfärbung anscheinend außer Mode kamen. Traditionelle Gefäßformen bestanden weiter, neue wurden erfunden, die zu den Glanzlichtern der islamischen Glaskunst zählen. Die Typenvielfalt war groß, immer wiederkehrende Formen waren Stangengläser, Spritzflaschen („qumqum“), größere Flaschen und vor allem Moscheeampeln.
Von Bedeutung für die Glaskunst erweist sich der intensivere Kontakt zwischen dem Mittleren Osten und Europa. Vergoldete und emaillierte Waren kamen erstmals mit den Kreuzzügen nach Europa. Rohmaterialien wie Pflanzenasche wurden in großer Menge nach Venedig exportiert und machten so die Entstehung der dortigen Glasindustrie möglich. In Venedig wurde schließlich auch die Technik der Emaillierung wieder aufgenommen.

### Spätzeit: 15. bis Mitte des 19. Jahrhunderts

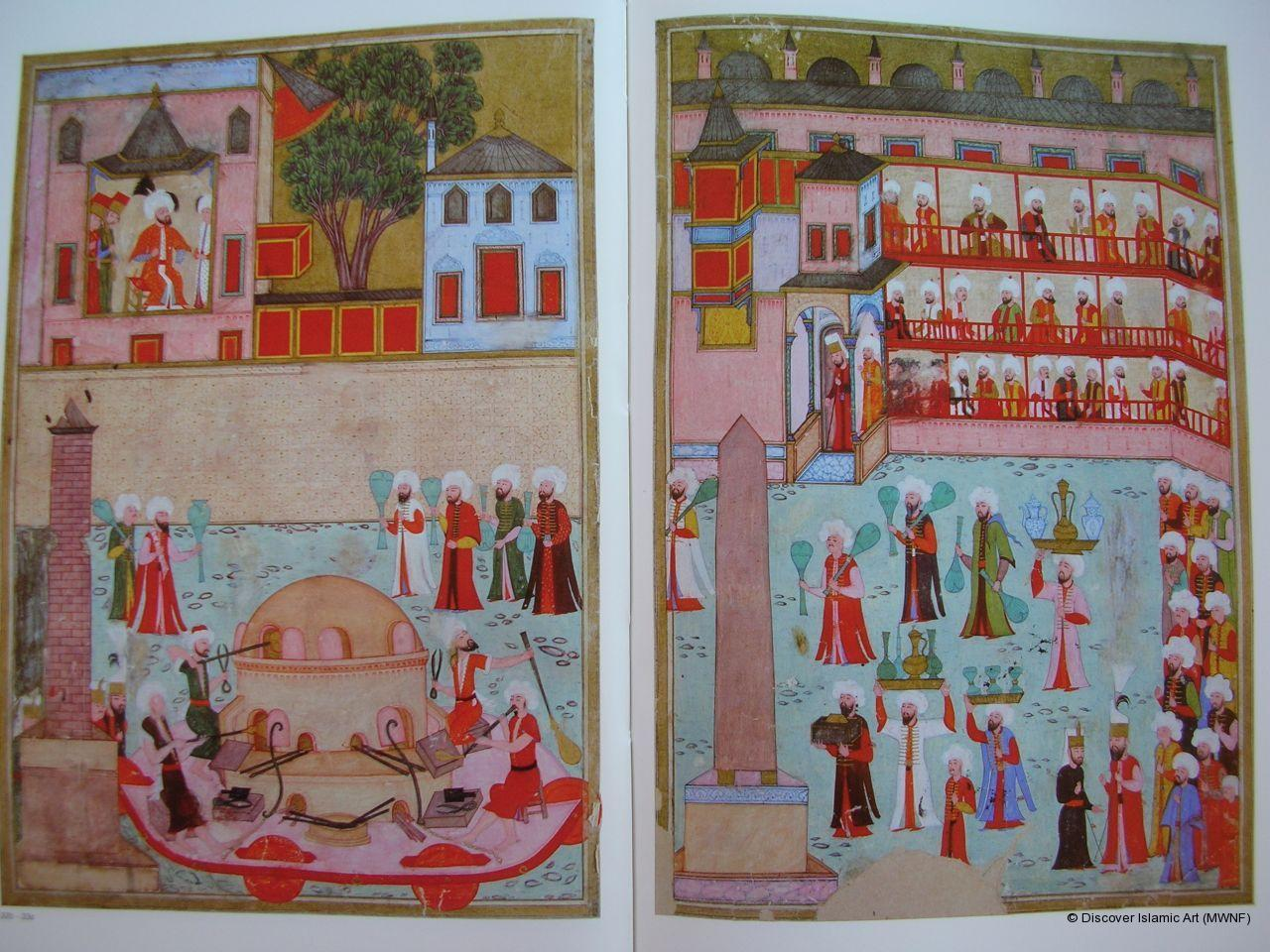
Parade der Glasbläser mit einem Schmelzofen, aus dem Surname-i Hümayun, 1582

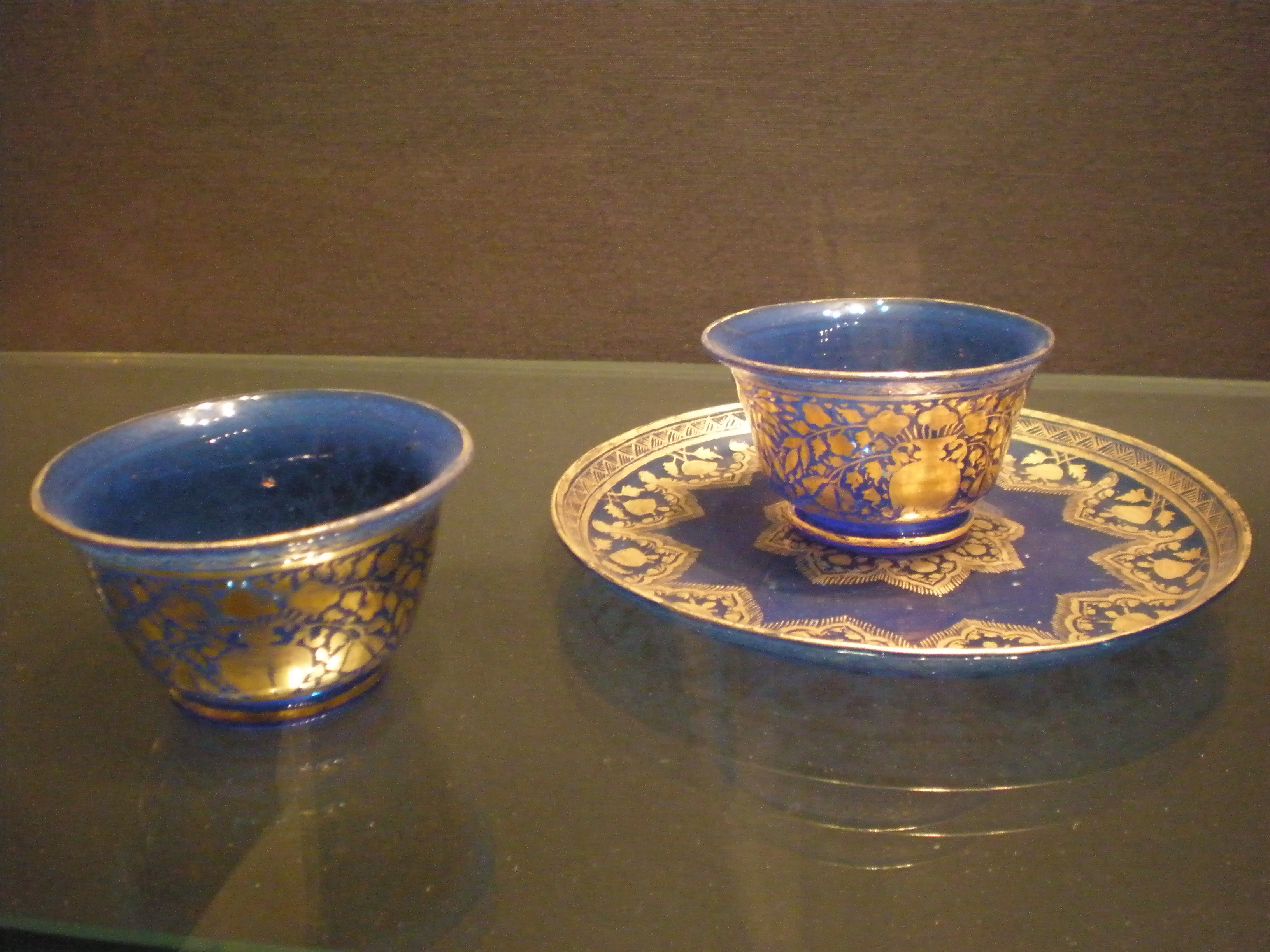
Kobaltblaue Glasschalen aus dem Mogulreich.

Die späte Periode wird von drei bedeutenden Reichen und Gebieten der Glasproduktion beherrscht: Das Osmanische Reich in der heutigen Türkei, das Reich der Safawiden- und später der Zand- und Kadscharendynastie im Iran, sowie das Mogulreich in Nordindien. Die islamische Glaskunst wurde in dieser Zeit zunehmend von der europäischen Glasproduktion beeinflusst, die sich besonders in Venedig, im 18. Jahrhundert in Böhmen und in den Niederlanden entwickelte. Die Herstellung feiner Gläser in hoher Qualität ging in Syrien und Ägypten zu Ende, nachdem die Hofmanufakturen nicht mehr protegiert und gefördert wurden. Nur in Indien wurde weiter Glas hergestellt, oft nach europäischen Vorbildern. Einfache Gebrauchsgegenstände aus Glas wurden weiterhin produziert.
Historische Dokumente und Berichte wie das Surname-i Hümayun beweisen die Glasherstellung, und die Existenz einer besonderen Glasmachergilde in Istanbul, wie auch in Beykoz an der Bosporusküste, im Osmanischen Reich. Die Glaswaren in diesen Zentren waren eher Gebrauchsgegenstände ohne künstlerische Bedeutung, und orientierten sich stilistisch an europäischen Erzeugnissen. Im Perserreich erscheinen erste Zeugnisse einer Glasproduktion nach den Mongolenstürmen erst wieder unter den Safawiden im 17. Jahrhundert. In dieser Zeit kam es zu keinen bedeutsamen technischen oder dekorativen Veränderungen. Flaschen- und Krugformen mit einfachen Applikationen oder Bänderdekor sind häufig und werden mit der Weinherstellung in Schiras in Verbindung gebracht.
Andererseits lebte in der Glasmacherei des indischen Mogulreichs die Tradition der Emaillierung und Vergoldung aus der mittleren Periode wieder auf, wie auch die Tradition des Glasschneidens, die in Persien schon während der ersten islamischen Jahrhunderte verbreitet war. Glaswerkstätten und Fabriken standen anfänglich nahe der Hauptstadt Agra, im ostindischen Patna, und in der westindischen Provinz Gujarat, weitere entstanden im 18. Jahrhundert in anderen westindischen Regionen. Neue Formen entstanden mit Hilfe der alten Techniken, darunter sind die Basen von Wasserpfeifen (Nargileh) von Bedeutung. Eckige Flaschen nach niederländischen Vorbildern, dekoriert mit Email und Vergoldung in indischen Mustern, sind ebenfalls von Bedeutung für die Mogulkunst. Sie wurden in Bhuj, Kachchh und Gujarat hergestellt. Völkerkundliche Studien der heutigen Glasherstellung in Jalesar zeigen, dass die Glasöfen technisch den frühen islamischen Wannenöfen der Levante sehr ähnlich sind. Obwohl von unterschiedlicher Form (eckig in Indien, rund in Bet Sche’arim), zeigen sie doch die beeindruckende Kontinuität der Glasherstellung in der islamischen Welt.

## Glaswaren und ihre Funktion

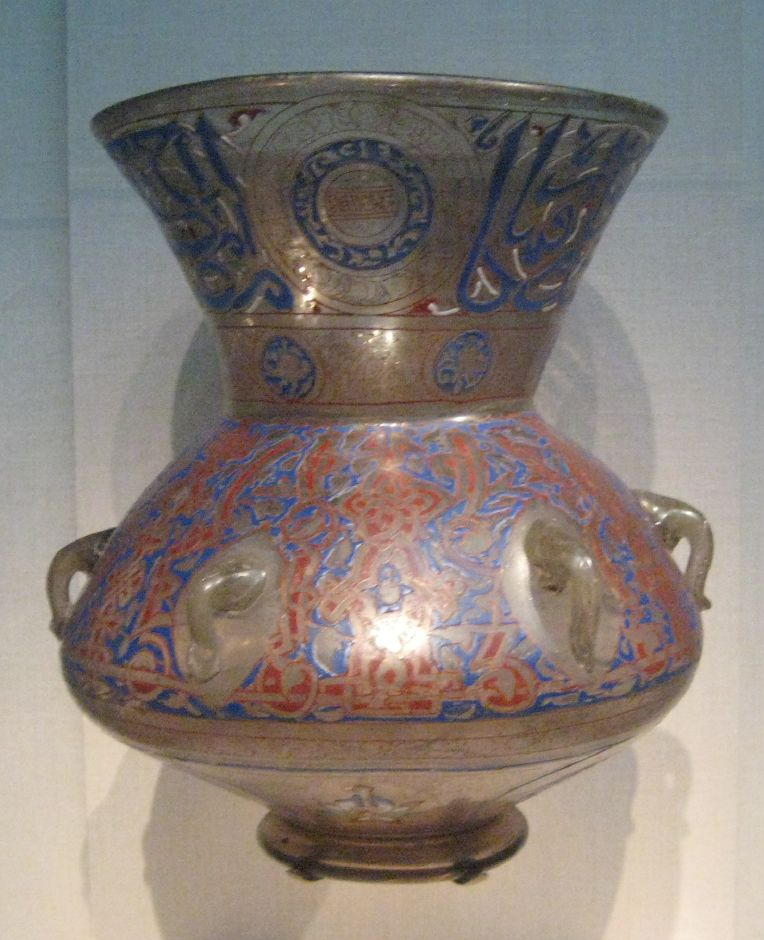
Ägyptische Moscheeampel, 1360.

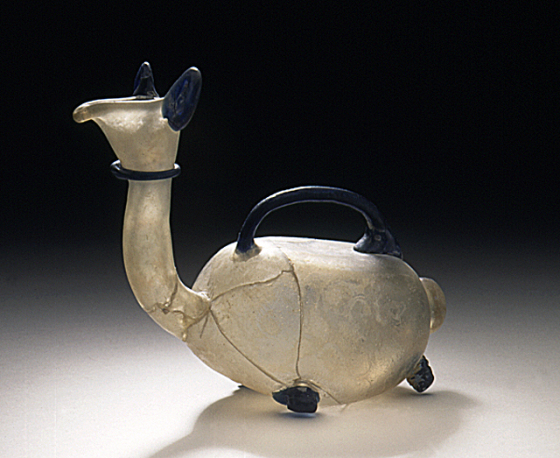
Behälter in Tierform, LACMA M.88.129.187

Die vielfältigen Funktionen und die schiere Menge des erhaltenen Materials zeigen die Bedeutung der Glasherstellung als eigenständige, hoch entwickelte Technologie der islamischen Welt und als Medium der islamischen Kunst.

### Gebrauchsglas
Glaswaren erfüllten eine Vielzahl von Funktionen. Da die Rohstoffe billig und leicht erhältlich waren, wurden viele Gebrauchsgegenstände ohne besondere künstlerische Absicht aus Glas hergestellt. Hierzu zählt auch Fensterglas Gebrauchsglas in all seinen Varianten war so billig, dass die Glasbehälter für bestimmte Waren den Käufern kostenlos mitgegeben wurden. Gewichtsteine aus Glas, mit offiziellem Siegel, Gewichtsangabe und Herstellungsjahr versehen, erfüllten die Funktion von Eichgewichten. Mit ihnen konnte das Gewicht von Münzen und Gewichten sehr genau bestimmt werden. Seit der Frühzeit waren solche Eichgewichte besonders in Ägypten von Bedeutung.
Glas war hervorragend geeignet für Lampen, da seine Transparenz das Licht einerseits dämpfte, andererseits durch seine Einfärbung auch dem Licht Farbe verleihen konnte. Lampen zum Stellen oder Hängen, mit Dochthalten oder getrennt einzuhängendem Ölbehälter sind bekannt. Trinkgefäße hatten die Form einfacher Becher, Stangen- oder Pokalformen sind häufig. Charakteristisch für die islamische Glaskunst sind Kannen oder Flaschen mit engem Hals, aus denen die enthaltenen Flüssigkeiten nicht zu schnell verdunsten konnten, sowie „Zahnflaschen“, wie ein Backenzahn geformt, zur Aufbewahrung kleiner Mengen kostbarer Salben und Essenzen. Besonders bedeutsam sind auch Tintengläser, qumqum oder Spritzfläschchen und Gefäße, die mit der islamischen Wissenschaft und Medizin in Verbindung stehen, wie Alembiks oder Schröpfköpfe. Aus Glas wurden auch kleine Statuetten sowie Schmuck, wie Armbänder und Schmuckperlen gefertigt. Besonders die Armbandperlen stellen ein wichtiges archäologisches Mittel bei der Datierung von Fundstätten in der islamischen Welt dar.

### Künstlerische Glasprodukte
Künstlerisch gestaltetes Glas entstand meist im Auftrag des Kalifen oder anderer hochgestellter Persönlichkeiten, die sowohl wertvolle Gebrauchswaren, als auch besonders kostbare Kunstgegenstände aus Glas fertigen ließen. Für die ayyubidische und mamlukische Zeit charakteristisch sind die Abbildungen von Wappen, vor allem auf Moscheeampeln, die zur Ausschmückung der neu erbauten Moscheen in Syrien oder Ägypten hergestellt wurden. Im Kontext des Lichtverses des Koran erfüllten diese Lampen einen besonders ehrenvollen Dienst.

## Wissenschaftliche Erforschung
Die Forschung zur islamischen Glasherstellung und Glaskunst hat im Vergleich zu anderen Aspekten der islamischen Kultur nur begrenzte Aufmerksamkeit erfahren. Eine Ausnahme bildet hier die Arbeit des Kunsthistorikers Carl J. Lamm (1902–1987). Die Kunstwissenschaft verdankt ihm nicht nur die Auffindung einiger der ältesten erhaltenen Knüpfteppiche der Welt in Fustāt. Lamm katalogisierte und ordnete auch die Glasfunde aus bedeutenden Fundstätten der islamischen Kultur, beispielsweise Susa im Iran, oder Samarra im Irak.
Eine der wichtigsten Entdeckungen für das Forschungsgebiet der islamischen Glaskunst war die Auffindung eines auf ca. 1036 n. Chr. datierten Schiffswracks bei Serçe Liman an der türkischen Küste. Seine Ladung bestand aus Gefäßscherben und Glasbruch aus Syrien, deren Analyse mit Hilfe moderner Methoden wie der Bleiisotopenanalyse wichtige Informationen über Produktionsorte und räumliche Verbreitung von Glaswaren lieferte. Die meisten wissenschaftlichen Untersuchungen widmeten sich der stilistischen Analyse und der Klassifikation der Muster. Die Erforschung der technologischen Aspekte, wie auch der Gebrauchsware als wichtigem Medium der Alltagskultur steht noch aus, obwohl die überwiegende Zahl der Glasobjekte für den Alltag bestimmt waren.